# Mehmet Ali Şahin

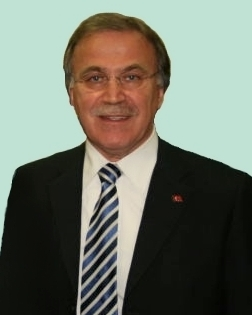
Mehmet Ali Şahin

Mehmet Ali Şahin (* 16. September 1950 im Dorf Ekincik, Landkreis Ovacık, Provinz Karabük) ist ein türkischer Jurist, Politiker und ehemaliger Justizminister.
Er absolvierte die Fakultät für Rechtswissenschaften an der Universität Istanbul. Danach arbeitete Şahin als freier Anwalt. Şahin war auch Bürgermeister des Istanbuler Stadtbezirks Fatih. Er ist Gründungsmitglied der Adalet ve Kalkınma Partisi (AKP) und war Abgeordneter der AKP für die Provinz İstanbul in der 20., 21., und 22. Legislaturperiode der Großen Nationalversammlung der Türkei. Darüber hinaus war er stellvertretender Ministerpräsident und Staatsminister in der 58. (Kabinett Gül) und 59. (I. Erdoğan-Kabinett) Regierung der Republik Türkei. In der 60. Regierung (Kabinett Erdoğan II) war er vom 29. August 2007 bis zum 1. Mai 2009 Justizminister. Am 5. August 2009 wurde er nach drei Wahldurchgängen zum 24. Parlamentspräsidenten gewählt. Abgelöst wurde er in diesem Amt 2011 von Cemil Çiçek.
Şahin ist verheiratet und Vater von vier Kindern.